# Santana Garrett
Santana Garrett (* 22. Mai 1988 in Ocala, Florida) ist eine amerikanische Wrestlerin. Sie stand zuletzt bei der WWE unter Vertrag.

## Wrestling-Karriere

### Total Nonstop Action Wrestling (2009–2012, 2013–2014)
Vor ihrer Karriere bei Impact war Santana Garrett ein Jahr als Free Agent für diverse Promotions tätig. Sie gab ihr Debüt für Total Nonstop Action Wrestling am 29. März 2010 bei Impact. Bis 2012 managte sie Orlando Jordan, hiernach verschwand sie aus den Shows.
Garrett kehrte am 17. März 2013 beim Knockouts Knockdown zu TNA zurück, wo sie gegen Brooke Tessmacher antrat. Am 27. Januar 2014 gab der Veranstalter von Shine Wrestling, Sal Hamaoui, bekannt, dass Garrett einen Vertrag mit TNA unterzeichnet hat, der später am 14. Februar von PWInsider bestätigt wurde. Mitte März wurde während eines Interviews mit Impact Wrestling bekannt, dass Garrett den Ringnamen Brittany verwenden wird. Brittany gab ihr In-Ring-Debüt in der Folge von Impact Wrestling vom 13. März und besiegte Gail Kim. In der Folge von Impact Wrestling vom 10. April trat Brittany in einem tödlichen Fatal Four Way Match an, um die nächste Herausforderin für die TNA Knockouts Championship zu ermitteln; das Match konnte sie jedoch nicht gewinnen. In der Folge von Impact Wrestling vom 22. Mai erhielt Brittany ihre erste Chance auf die TNA Knockouts Championship von Angelina Love, den Titel konnte sie jedoch nicht gewinnen. In der Episode von Impact Wrestling vom 3. Juli turnte Brittany zum Heel, nachdem sie Madison Rayne angegriffen hatte. Die Fehde konnte sie jedoch nicht gewinnen. Am 5. Dezember gab Garrett bekannt, dass sie nicht mehr bei TNA unter Vertrag steht.

### Shine Wrestling (2012–2019)
Santana gab ihr Debüt für die neue Frauen-Wrestling-Promotion Shine Wrestling am 20. Juli 2012, wo sie gegen Tina San Antonio gewann. Über die Zeit gewann sie bei Shine die Shine Championship und die Shine Tag Team Championship. Hierüber hinaus bestritt sie mehrere Singles Matches, welche sie größtenteils für sich entscheiden konnte. Während der Zeit bei Shine war es ihr auch erlaubt, bei Independent Promotions anzutreten; hier gewann sie einige Titel. Sie war unter anderem für die Promotions National Wrestling Alliance, Stardom und American Pro Wrestling Alliance tätig.

### World Wrestling Entertainment (2019–2021)
Mitte August 2019 wurde bekannt gegeben, dass Garrett offiziell einen Vertrag unterzeichnet und ihr Training im WWE Performance Center begonnen hat. Am 6. November 2019 gab Santana ihr In-Ring-Debüt und verlor gegen Taynara Conti. Am 15. Januar 2020 war Santana Teilnehmerin der #1 Contenders Battle Royal für die NXT Women’s Championship. Das Match konnte sie jedoch nicht gewinnen, da sie von Shayna Baszler eliminiert wurde. In der Folge des Main Events vom 17. April 2020 debütierte Garrett im Main Roster und verlor gegen Liv Morgan. In der Folge von Raw vom 20. April 2020 gab Santana ihr Raw Debüt und wurde dabei von Bianca Belair besiegt. Garrett verlor in NXT gegen Io Shirai, Bianca Belair und Mia Yim. Sie beendete ihre Niederlagenserie am 3. Juni 2020, als sie bei NXT einen Sieg errang. Am 2. Juni 2021 wurde sie von der WWE entlassen.

## Titel und Auszeichnungen
- American Pro Wrestling Alliance
  - APWA World Ladies Championship (1×)

- Belleview Pro Wrestling
  - BPW Heavyweight Championship (1×)
  - BPW Tag Team Championship (1×) mit Chasyn Rance

- Cauliflower Alley Club
  - Women’s Wrestling Award (2018)
  - Future Legend Award (2014)

- Championship Wrestling Entertainment
  - CWE Vixen’s Championship (1×)

- Coastal Championship Wrestling
  - CCW Ladies Championship (2×)

- Conquer Pro Wrestling 
  - CPW Leading Ladies Championship (1×)

- Jersey Championship Wrestling
  - JCW Women’s Championship (1×)

- Masters of Ring Entertainment
  - Lasting Legacy Tournament (2015)

- National Wrestling Alliance
  - NWA World Women’s Championship (1×)

- Nova Pro Wrestling
  - NPW Women’s Championship (1×)

- Orlando Pro Wrestling
  - OPW Women’s Championship (1×)

- Pro Wrestling 2.0
  - PW2.0 Women’s Championship (2×)
  - PW2.0 Tag Team Championship (1×) mit Chelsea Green

- Revolution Championship Wrestling
  - RCW Women’s Championship (1×)

- Ring Warriors
  - Ring Warriors Battling Bombshells Championship (1×)

- RIOT Pro Wrestling
  - RIOT Cruiserweight Championship (1×)
  - RIOT Women’s Championship (1×)

- Shine Wrestling
  - Shine Championship (1×)
  - Shine Tag Team Championship (1×) mit Raquel

- Southern Championship Wrestling
  - SCW Florida Cruiserweight Championship (1×)
  - SCW Women’s Championship (1×)

- USA Pro Wrestling
  - USPW Women’s Championship (1×)

- USA Wrestling Alliance
  - USWA Women’s Championship (1×)

- Wrestling Superstar
  - Wrestling Superstar Women’s Championship (1×)

- Women of Wrestling
  - WOW Tag Team Championship (1×) mit Amber O’Neal
  - WOW World Championship (1×)

- World Wonder Ring Stardom
  - Wonder of Stardom Championship (1×)
  - International Grand Prix (2016)

- Pro Wrestling Illustrated
  - Nummer 4 der Top 50 Wrestlerinnen in der PWI der Frauen in 2015